# ناحیه مارشال، شهرستان کلارک، ایلینوی
ناحیه مارشال، شهرستان کلارک، ایلینوی (به انگلیسی: Marshall Township) یک منطقهٔ مسکونی در ایالات متحده آمریکا است که در شهرستان کلارک، ایلینوی واقع شده‌است. ناحیه مارشال ۴٬۵۷۴ نفر جمعیت دارد و ۱۷۳ متر بالاتر از سطح دریا واقع شده‌است.